# 北哈马黑拉县

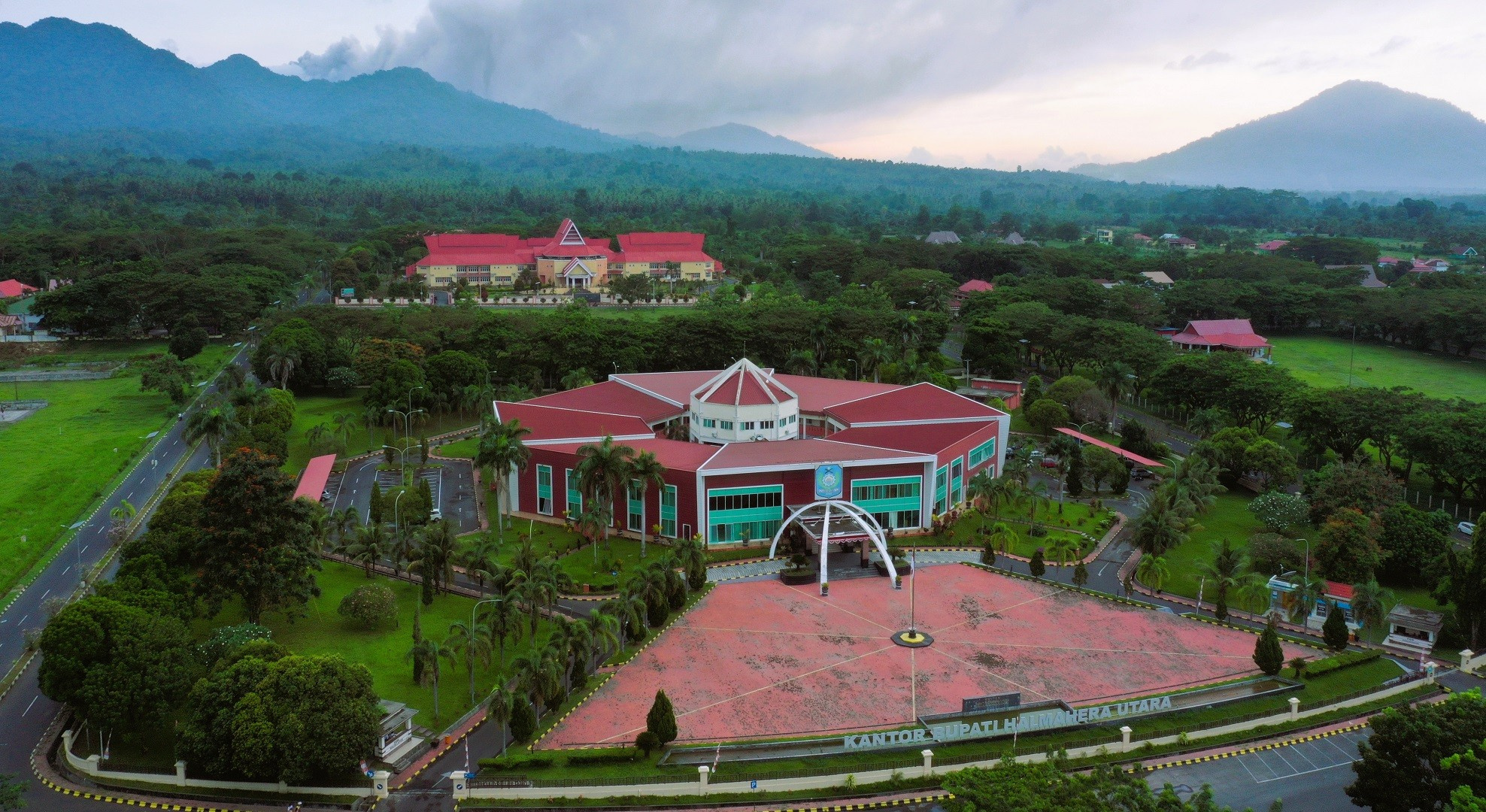
摄政王办公室、DPRD 办公室（背面）和杜科诺山

北哈马黑拉县（印尼语：Kabupaten Halmahera Utara）是印度尼西亚北马鲁古省的一个县，位于哈马黑拉岛北部。县治位于托贝洛。北哈马黑拉县面积4,951.61平方（1,911.83平方英里），2010年人口普查共有161,580人。县内的主要城镇有托贝洛、卡奥、加莱拉。该地以白色的海滩和珊瑚礁而闻名。
北哈马黑拉县是二战的战场之一，盟军曾与日军争夺此地，麦克阿瑟元帅以本县附近的摩罗泰岛作为盟军反攻菲律宾日军的基地。
哈马黑拉岛及其附近小岛位于珊瑚大三角中，海洋生物资源丰富。2005年在哈马黑拉岛西南28个地点的一次快速调查，收集了该地区的珊瑚礁魚類生物的信息，研究者Gerry Allen在他的调查中记录了803种珊瑚鱼。

## 历史
在15和16世纪，这一地区通常在强大的特尔纳特苏丹国控制之下，摩罗泰岛和北哈马黑拉县的沿海在一个叫做Moro的大范围地区中。在16世纪中期，一个葡萄牙耶稣会使团来到哈马黑拉和摩罗泰，并在1571年与此时控制特尔纳特和哈马黑拉的穆斯林发生冲突，穆斯林将基督徒迁离摩罗泰岛。在1627年和1628年时，特尔纳特的哈姆扎苏丹（Sultan Hamzah）将许多岛上的基督徒迁至特尔纳特岛上的Malayu。之后，此地受到荷兰东印度公司的管辖。

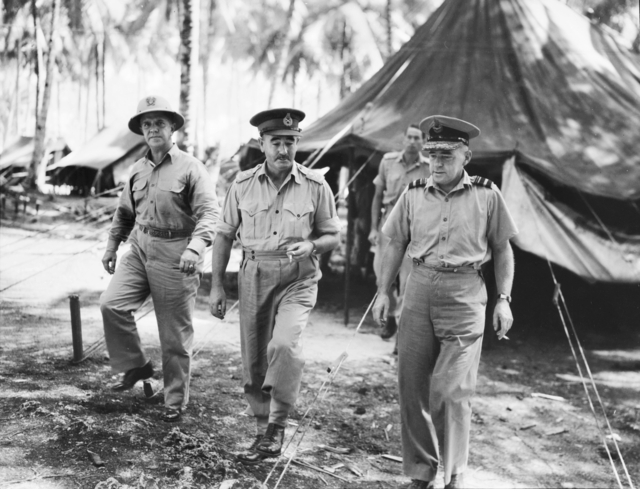
1945年在摩罗泰岛的澳大利亚陆军

原属此县的摩罗泰岛于1942年初被日军攻陷，1944年9月的摩罗泰岛战役中美军收复岛屿南部，并将其作为1945年初盟军反攻菲律宾以及5、6月反攻婆罗洲的中转站。
从20世纪80年代开始，该县的采矿及伐木产业大幅增加，并因此常与当地居民发生冲突。此地经济依靠渔业和森林资源，产生的财富却流向雅加达或在当地的外来精英手中。这种情形的发展也加剧了这一地区宗教局势的紧张。传统上基督徒与穆斯林在生活中能和睦共处，但是两个宗教团体之间却在1999年12月爆发冲突，此后宗教问题一直是该地区冲突的主要原因。2003年7月，北哈马黑拉的38个村庄对正在此地开采金矿的澳大利亚纽克雷斯特矿业公司提出抗议。
北哈马黑拉县原是北马鲁古县的一部分，2003年2月25日印尼议会通过的年度第1号法案宣布，北马鲁古县的9个区分出成立北哈马黑拉县。当作出成立北哈马黑拉县的决定时，印尼议会承诺将在摩罗泰岛建立类似于巴淡岛的免税港，但是事实上并没有实现，因为内部冲突导致摩罗泰岛产生与北哈马黑拉县分离的要求。考虑到摩罗泰岛上大部分是穆斯林，基督徒政治家Hein Nemotemo拒绝了分裂这一举动。2006年8月，在第二委员会（Committee II）及北马鲁古省的省长Thaib Armaiyn批准下，北哈马黑拉县立法机关的5名专业集团党议员在首都游说希望摩罗泰岛独立成县。2007年2月至4月，摩罗泰独立成县的支持者封锁了政府大楼，要求摩罗泰岛立即设县。在2008年，Hein Nemotemo的反分裂派别分崩离析，为了避免1999-2000年间马鲁古地区的大规模宗教冲突再次发生，Hein Nemotemo选择退让。2008年11月26日，印尼议会批准2008年第53号法案宣布从北哈马黑拉县分设摩罗泰岛县。

## 地理

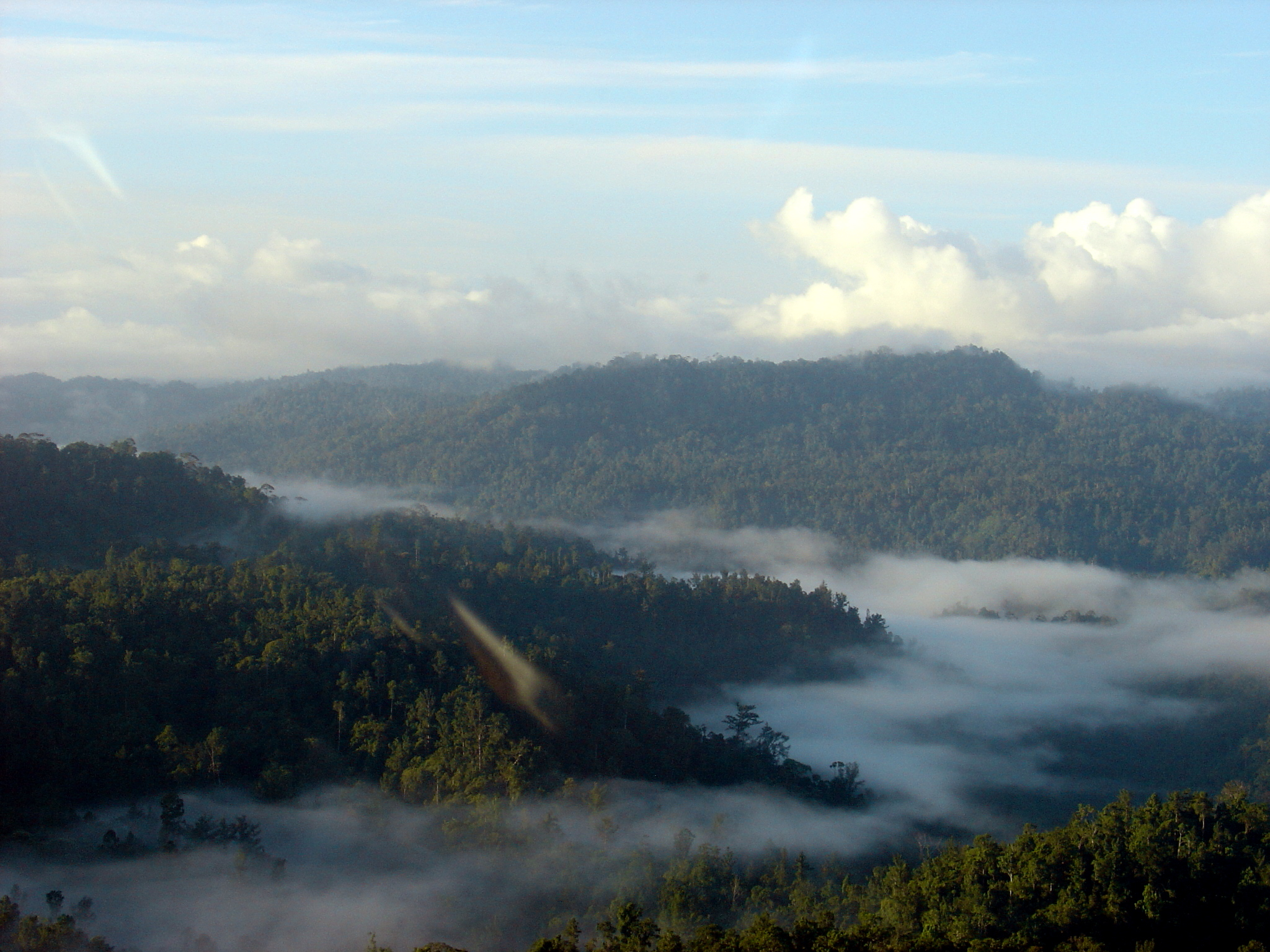
哈马黑拉岛风景

北哈马黑拉县位于印度尼西亚东北、西新几内亚和苏拉威西岛之间，占据了哈马黑拉岛北部大约一半，还包括西北近海的许多小岛。北哈马黑拉县处珊瑚大三角中，是世界闻名的沿海及海洋生物多样性地区，三角地区包括70个属的珊瑚、2,500种鱼，包括印度洋-太平洋海域约70%的已知鱼类。国际野生生物保护学会与北马鲁古省政府的海洋渔业厅共同监测此地区的环境。

### 湖泊
- 特拉加帕卡湖

特拉加帕卡湖（Talaga Paca）是托贝洛西南的一座火山口湖。湖泊坐落在森林密布的丘陵中，特拉加帕卡村位于湖畔，湖泊是村庄的饮用水源。
- 杜马-加莱拉湖

杜马-加莱拉湖（Duma-Galela）是哈马黑拉岛最大的淡水湖，附近有两个较小的火山口湖：Makete和Ngidiho。

### 火山

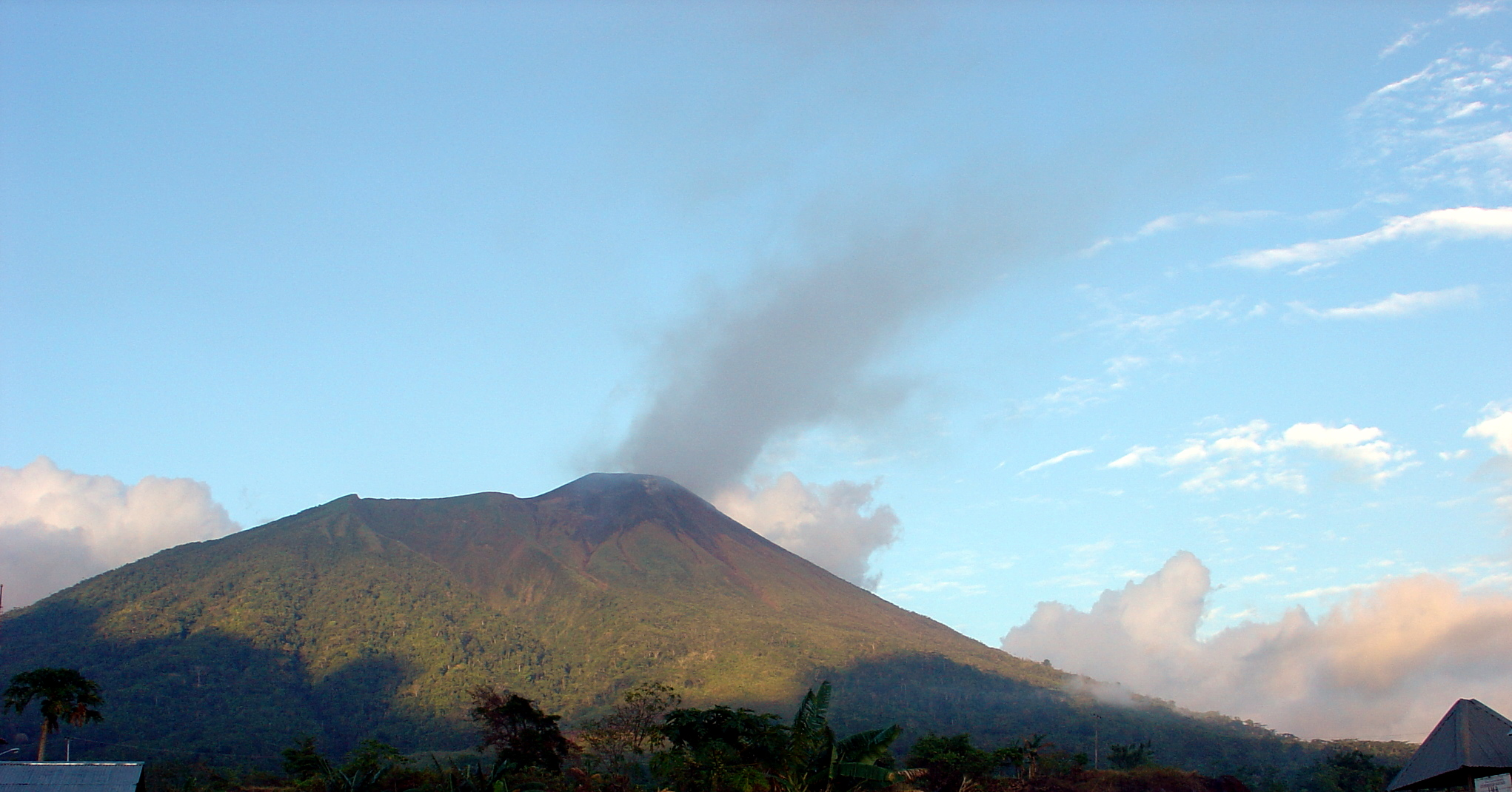
北哈马黑拉县的火山

杜科诺火山高185（607英尺），不仅在哈马黑拉岛，甚至是印度尼西亚三座最活跃的火山之一，火山位于托贝洛以西，靠近Mamuya村。最近一次喷发自2011年开始一直持续到现在。

## 行政区划
北哈马黑拉县原有9个区（kecamantan），2008年时有22个区。2008年10月29日此县的5个区分出成立摩罗泰岛县，故如今只有17个区：
| 区               | 人口 2010普查 |
| ---------------- | ------------- |
| Malifut          | 11,006        |
| Kao Teluk 卡奥湾 | 3,590         |
| Kao 卡奥         | 7,513         |
| Kao Barat 西卡奥 | 8,092         |
| Kao Utara 北卡奥 | 10,509        |

| 区                      | 人口 2010普查 |
| ----------------------- | ------------- |
| Tobelo Selatan 南托贝洛 | 13,054        |
| Tobelo Barat 西托贝洛   | 4,358         |
| Tobelo Timur 东托贝洛   | 6,283         |
| Tobelo 托贝洛           | 29,377        |
| Tobelo Tengah 中托贝洛  | 12,543        |
| Tobelo Utara 北托贝洛   | 9,714         |

| 区                          | 人口 2010普查 |
| --------------------------- | ------------- |
| Galela 加莱拉               | 7,390         |
| Galela Selatan 南加莱拉     | 7,491         |
| Galela Barat 西加莱拉       | 9,283         |
| Galela Utara 北加莱拉       | 7,053         |
| Loloda Utara 北洛洛达       | 8,627         |
| Loloda Kepulauan 洛洛达群岛 | 5,964         |

## 人口

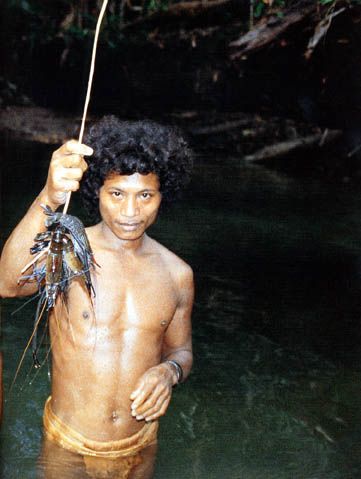
当地的内托贝洛人

2010年时，北哈马黑拉县共有人口161,580。主要民族有托贝洛人、加莱拉人、洛洛达人、卡奥人、Pagu和Modole。剩下的10%人口是来自爪哇岛、苏拉威西岛和北马鲁古其他地区的移民（特别是马基安岛）。除了印尼语，当地居民也有他们自己的语言，例如托贝洛语，哈马黑拉岛上约有15,000人使用。

## 经济

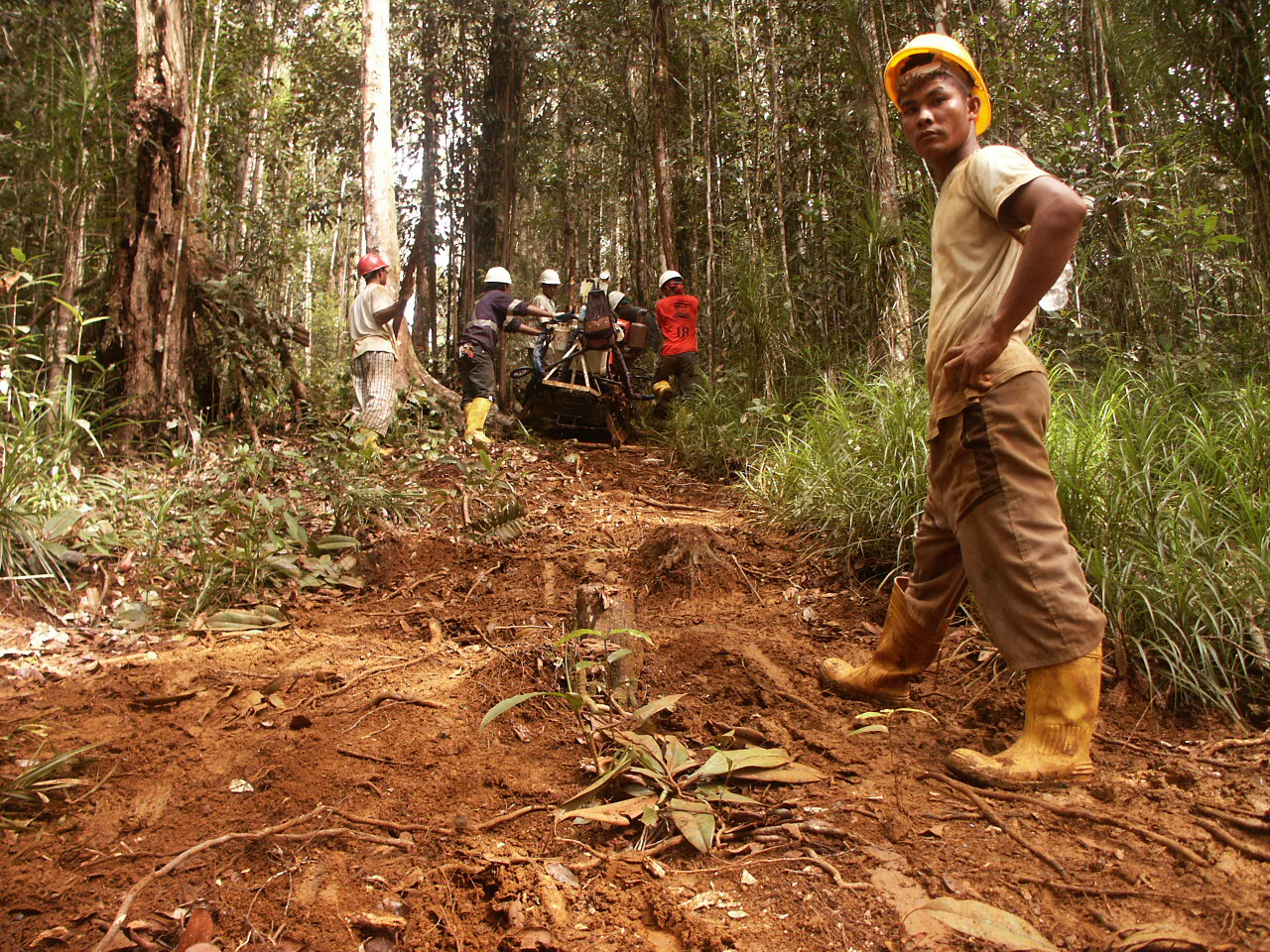
在哈马黑拉岛的金属勘探

北哈马黑拉县大约75%的人口依靠农业为生，特别是种植椰子和丁香。在2004年，椰子种植有55,435公頃（136,980英畝），出产6.6199万吨；丁香种植3,175.5公顷，出产320.71吨。2002年种植棕榈47,900公頃（118,000英畝），出产6.85万吨。托贝洛、南托贝洛和加莱拉等区是石油产量最高的地区，拥有几个油库。除此之外，其他作物还有香蕉、水稻、玉米、花生、黄豆、木薯、咖啡、可可、肉豆蔻以及一些水果诸如橙、芒果和榴莲。山羊、黄牛、鸡、猪等家畜在该县有饲养。北马鲁古县有536,000公頃（1,320,000英畝）的森林，145,500公頃（360,000英畝）在保护中，26,250公頃（64,900英畝）在开发。该地区已被确认储量的矿产有金、天然气和镍。卡奥、洛洛达等区有金矿。加莱拉区有地热能可开发。洛洛达区的多伊岛（Doi）发现有铜矿和铁矿。

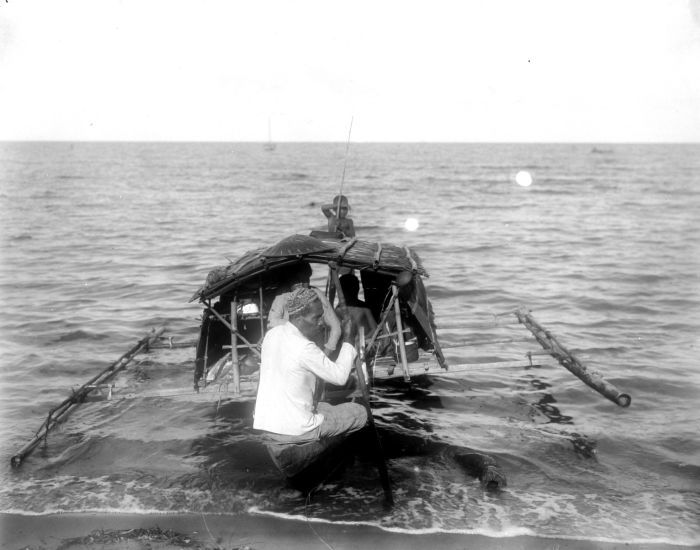
当地渔夫

基于1983年海洋渔业研究所的调查结果，北哈马黑拉地区水域渔业资源蕴藏量估计达644,382.48吨。渔业是该地区重要的经济活动。大多数居民在沿海居住，依靠海产为其经济来源。直到2002年，捕捞渔业产量为98,782.21吨，占总产量的65％左右。除渔业资源外还有其他价值较高的海洋产品，例如甲壳类动物、海参、软体动物和海藻。北哈马黑拉县的渔民大多使用传统的捕鱼工具作业，例如渔网。水质好海域使得海洋水产养殖业得以发展，特别是石斑鱼、海螯虾，海藻和珍珠。不过北哈马黑拉县的水产养殖的优化和生产力一直很低。直到2002年，海洋养殖总面积达到128,110公顷，出产46.550吨，仅总产量的0.03%。
可提供经济发展的基础设施如港口、银行、市场以及主要商业活动都集中在首府托贝洛。2005年的国内生产总值为3,736.9321亿印尼盾。北哈马黑拉县2003年经济增长2.93%，2004年增长3.33%，2005年为3.54%。

## 宗教

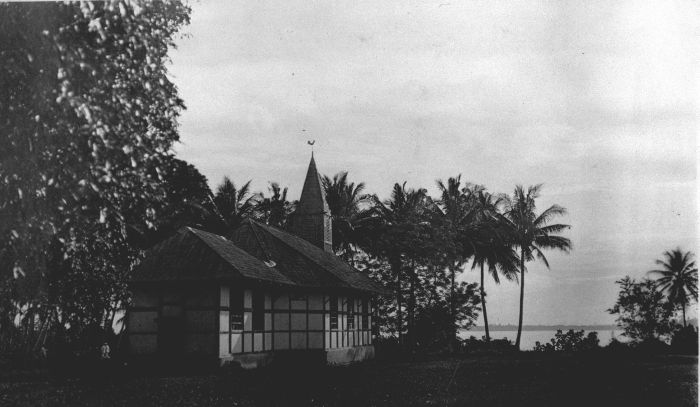
托贝洛的新教教堂

北哈马黑拉县的主要宗教是基督教和伊斯兰教。穆斯林和基督徒自16世纪起居住于此，两个社群遵循“Hibua Lamo”的文化传统并和平的生活在一起。Hibua Lamo是穆斯林和基督徒之间的一个协议，没有相互间的侵略算计，并对共同关心的事务有所合作。县治托贝洛是个强大的基督徒社群，传教士曾于19世纪末20世纪初到访，他们在托贝洛建立了一座新教教堂。

### 冲突
1999年伊始，穆斯林和基督徒在安汶发生冲突；在北马鲁古，卡奥的基督徒社群袭击了大多数是穆斯林的马基安人。这扰乱了特尔纳特、蒂多雷、加莱拉和托贝洛等地两个社群间的和平，之后冲突蔓延到马鲁古省的其他地区。尽管两个社群努力尝试和解，但是问题却在加剧。数千特尔纳特和中哈马黑拉的基督徒逃往托贝洛，托贝洛成为难民营；穆斯林逃离托贝洛和卡奥。拉斯卡尔圣战组织之类的外部势力干预宗教社群冲突，使得问题更加严峻，紧张局势逐渐形成，最终导致1999年12月24日托贝洛发生非常严重的暴乱事件，暴乱蔓延到其他城镇，直到2000年秋天结束。暴乱的余波至今仍能看见，彼此间不信任的气氛盛行。在加莱拉仍有烧毁教堂和清真寺的恶性事件，宗教社群间仍能看到有军事检查站。

## 资料来源
1. ↑  Hedman, Eva-Lotta E. . Old Spirits and new names (SEAP Publications). 2008: 278  [2010-06-18]. ISBN 0-87727-745-1.
2. 1 2 3  . Government of North Halmahera.   [June 17, 2010]. （原始内容存档于2012-05-02）.
3. ↑  . Knowing Exploring Indonesia.   [2010-06-19]. （原始内容存档于2010-05-22）.
4. ↑  . Tourism web site:Government of Northhalhamera Regency.   [2010-06-18]. （原始内容存档于2011-07-26）.
5. 1 2  . Conservation International.   [2010-06-19].
6. 1 2  . Indahnesia.   [June 17, 2010]. （原始内容存档于2017-09-18）.
7. 1 2 3  . Mines and Communities. July 18, 2003  [June 17, 2010]. （原始内容存档于2012-02-27）.
8. ↑  Wilson, Chris. . Volume 18 of Routledge contemporary Southeast Asia series, Routledge. 2008: 96  [June 17, 2010]. ISBN 0-415-45380-1.
9. 1 2 3 4 5 6  Aspinall, E., Mietzner, M. . 东南亚研究所. : 327–345. ISBN 981-4279-89-7.
10. ↑  印尼语维基文库中2003年印尼共和国第1号法令
11. ↑  .   [2017-05-10]. （原始内容存档于2017-07-15）.
12. 1 2  . 国际野生生物保护学会.   [June 17, 2010]. （原始内容存档于2015-07-26）.
13. ↑  . Hammaherautara Government of Northhalhamera Regency.   [2010-06-17]. （原始内容存档于2010-09-21）.
14. ↑  . Hammaherautara:Government of Northhalhamera Regency.   [2010-06-17]. （原始内容存档于2011-07-21）.
15. ↑  . Hammaherautara Government of Northhalhamera Regency.   [2010-06-17]. （原始内容存档于2010-09-21）.
16. ↑  . Hammaherautara Government of Northhalhamera Regency.   [2010-06-17]. （原始内容存档于2010-09-21）.
17. ↑  Holton, gary. . Lincom Europa. 2003: 1–2  [2010-06-17].
18. ↑  . Indonesia Tourism.   [June 17, 2010]. （原始内容存档于2017-03-13）.
19. 1 2  wilson, Chris. . Routledge. 2008: 96–99  [2010-06-17]. ISBN 0-415-45380-1.
20. ↑  Witton, Patrick; Mark Elliott. . Lonely Planet. 2003: 830–831. ISBN 1-74059-154-2.